# Fred Stuger
Frederik Paulus Stuger (12 augustus 1944, Amsterdam) is een Nederlandse saxofonist. In 1973 scoorde hij een nummer 1-hit met het instrumentale nummer "A Girl Like You". De elpee When Stones Are Rolling werd platina omdat er meer dan 250.000 exemplaren van verkocht werden.
Fred Stuger begon op 13-jarige leeftijd op de klarinet. Zijn idolen waren Monty Sunshine, Edmond Hall en Mr Acker Bilk. Vóór hij zijn eigen orkest formeerde, speelde hij als rock&roll-saxofonist bij onder andere de Blue Diamonds en Big John Russell. Tegenwoordig legt hij zich toe op het schrijven van muziekboeken en het adviseren bij aankoop en verkoop van muziekinstrumenten, met als specialiteit piano's.   
Stuger heeft tien elpees gemaakt en heeft vier gouden platen in ontvangst mogen nemen.
Stuger is de vader van PVV politicus Olaf Stuger